# Paul Beaudry

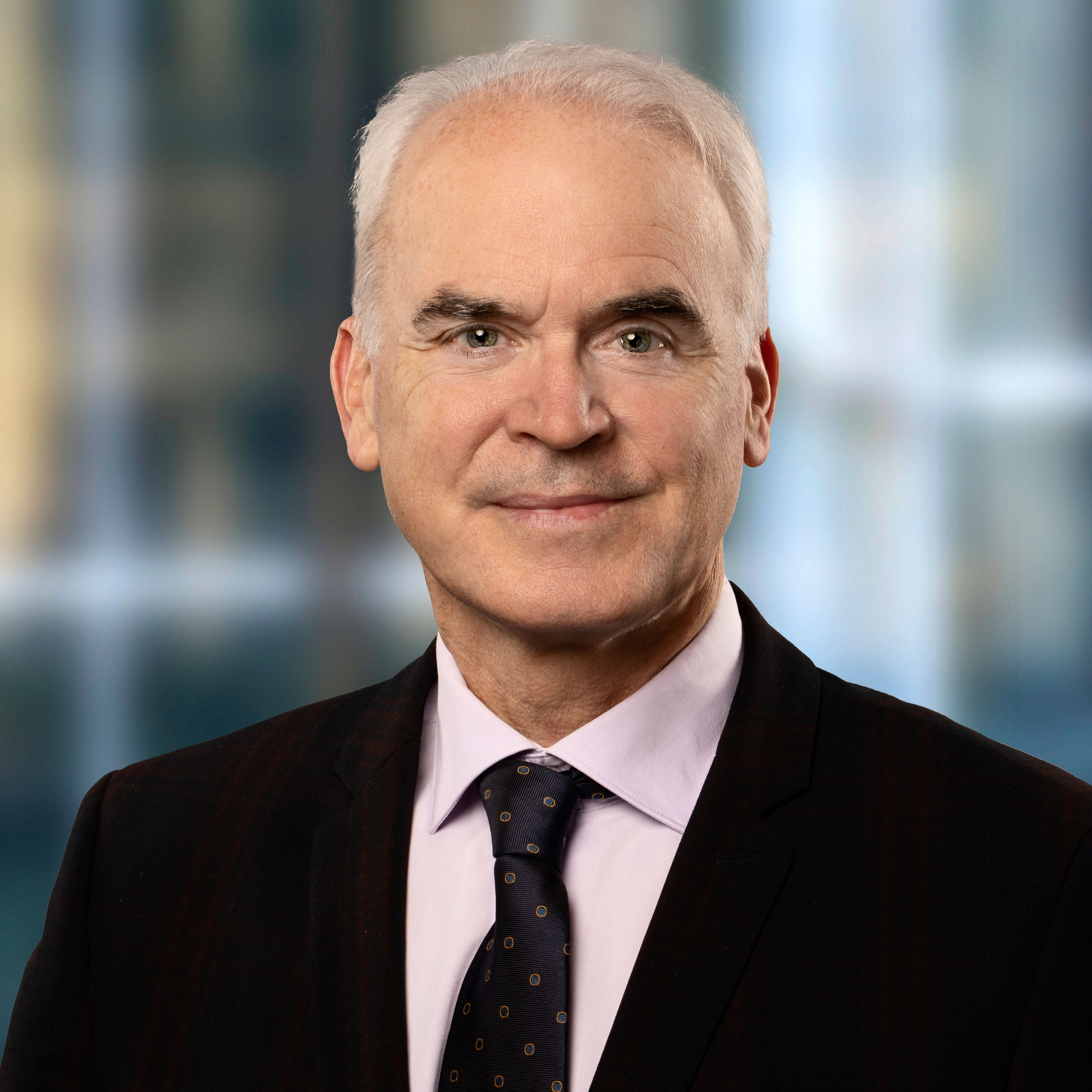
Paul Beaudry

Paul Beaudry (* 22. März 1960 in Montreal, Québec) ist ein kanadischer Ökonom.

## Leben
Beaudry studierte an der Universität Laval (B.A. 1983) und mit einem UBC Graduate Fellowship der University of British Columbia (M.A. 1984). Er machte 1989 mit einem SSHRC of Canada Doctoral und Princeton University Fellowship seinen Ph.D. an der Princeton University. Danach war er Consultant der National Bank of Canada und der Weltbank.
1988 wurde er Lecturer und später Assistant Professor an der Universität Montreal sowie an der Boston University und der University of British Columbia. Er war Gastprofessor an der Université Paris 1 Panthéon-Sorbonne (1997), an der Universität Toulouse (2000–2001), der Universität Montreal (2003) und am Massachusetts Institute of Technology (2004). Von 2009 bis 2010 war er Professor und Fellow am All Souls College der University of Oxford.
Derzeit ist er Professor und Canada Research Chair an der Vancouver School of Economics der University of British Columbia. Seine Forschungsschwerpunkte sind u. a. Makroökonomie, Geldpolitik und Arbeitsökonomik.
Er forschte in den 1980er und 1990er Jahren am CRDE der Universität Montreal und Canadian Institute for Advanced Research. Seit 1994 ist er Associate Researcher am CIRANO in Montreal. Von 1994 bis 2003 war er Faculty Research Fellow am National Bureau of Economic Research in Boston und seit 2003 Research Associate ebendort. Seit 2007 ist er außerdem Visiting Scholar an der Federal Reserve Bank of San Francisco.
Er ist verheiratet und hat zwei Kinder.

## Auszeichnungen
Beaudry erhielt mehrere Stipendien und wurde mit folgenden Preisen und Mitgliedschaften geehrt:
- 1997–2000: Petro Canada Young Innovator Award
- 2000: UBC Killam Research Price
- 2004: Fellow der Royal Society of Canada
- 2005: Fellow der Bank of Canada
- 2008: John Rae Prize der Canadian Economics Association
- 2010: Harry G. Johnson Prize der Canadian Economics Association
- 2010: Fellow der Bank of Canada

## Schriften (Auswahl)
- mit Franck Portier: A gains from trade perspective on macroeconomic fluctuations (= Discussion Paper No. 12–002). Zentrum für Europäische Wirtschaftsforschung, Mannheim 2012 (PDF).
- mit Franck Portier, Atılım Seymen: Comparing two methods for the identification of news shocks (= Discussion Paper No. 13–110). Zentrum für Europäische Wirtschaftsforschung, Mannheim 2013 (PDF).